# Scouts Cambodgiens
L'association nationale des scouts cambodgiens  (NACS) (Khmer: សមាគមជាតិកាយារិទ្ធិកម្ពុជា) (prononcer Samakom Cheat Kayarith Kampuchea) est l’organisation nationale scoute au Cambodge. Elle a été fondée en septembre 2005 par la fusion de l' Organisation scout du Cambodge et des Scouts Cambodgiens (Khmer: ខេមរកាយារិទ្ធិកម្ពុជា) (pronounced Khemarak Kayarith Kampuchea). Elle est devenue membre de l'organisation mondiale du mouvement scout (WOSM) le 1er juillet 2008. L'association pédagogique compte 5 404 membres en 2011.